# Ү
Ү (minuscule : ү), appelé ou droit, est une lettre de l’alphabet cyrillique utilisée par plusieurs langues non slaves (bashkir, kalmouk, kazakh, kirghize, mongol, nganassane), où elle note la voyelle [y] ou [u].

## Utilisation
Le ou droit ‹ ү › est parfois utilisé au lieu du symbole API ‹ ʏ ›, par exemple dans les deux premières éditions du dictionnaire de prononciation allemande de Krech et al. publiées en 1969 et 1983, ou Deutsche Phonetik für Ausländer de Rudolf Rausch et Ilka Rausch publié en 1988.

## Représentations informatiques
Le ou droit peut être représenté avec les caractères Unicode suivants :
| formes    | représentations | chaînes de caractères | points de code | descriptions                         |
| --------- | --------------- | --------------------- | -------------- | ------------------------------------ |
| capitale  | Ү               | Ү                     | U+04AE         | lettre majuscule cyrillique ou droit |
| minuscule | ү               | ү                     | U+04AF         | lettre minuscule cyrillique ou droit |